# Едмунд Хофмайстер
Едмунд Хофмайстер (на немски: Edmund Hoffmeister) е германски генерал-лейтенант от Вермахта.

## Биография
Военната служба на Хофмайстер започва през 1914 г. в Райхсвер. През 30-те години на ХХ век Хофмайстер е част от Чуждестранни армии Изток и действа като служител за връзка със Съветския съюз за развитието на механизираните части.
Полковник (Оберст) Хофмайстер, като командир на пехотен полк 21 на германската 17-а пехотна дивизия, трябва да се свърже с екип от 131 командоси Бранденбургер по време на операция Морски лъв. Отделът на Хофмайстер е част от оперативната зона на германската 16-а армия. Операция Морски лъв трябва да започне по план през 1940 г. след падането на Франция, но е прекратена през септември същата година.
Назначен за генерал-лейтенант, Хофмайстер командва 383-та пехотна дивизия на Източния фронт от 1 юли 1943 г. до 20 юни 1944 г., а на 6 октомври 1943 г. е награден с Рицарски кръст на Железния кръст.
Хофмайстер е повишен от командването на дивизията до командването на състава, където е танков корпус XXXXI (заместващ генерала от артилерията Хелмут Вайдлинг). 383-та дивизия получава задачата да задържи Бобруйск срещу голяма съветска атака по време на Операция „Багратион“. Голяма част от останалата част от танков корпус XXXXI също е унищожена, заедно с 9-а армия.
Хофмайстер е пленен от съветските сили на 2-ри Беларуски фронт на 1 юли, по време на пробив от обкръжението в Бобруйск.
По-късно през юли, Хофмайстер прави радиопредаване от Москва от името на Националния комитет за свободна Германия (НКСГ), нападайки нацисткия режим.
Хофмайстер също е на брошури за пропаганда, направени от НКСГ.
Умира през 1951 г., докато е още в плен в лагера „Асбест“.